# Anne Jenny Stephan
Anne Jenny Stephan (* 12. April 1985 in Berlin) ist eine deutsche Ultramarathonläuferin. Sie wurde Deutsche Meisterin im 6-Stunden-Lauf, stellte einen Weltrekord im 100-Kilometer-Lauf auf dem Laufband auf und erreichte bei der 24-Stunden-Europameisterschaft 2022 in Verona den vierten Platz. Mit der deutschen Mannschaft gewann sie dort die Bronzemedaille.

## Karriere
Anne Jenny Stephan ist Mitglied im Berliner Laufverein „Die Laufpartner“. Seit den frühen 2010er-Jahren nimmt sie an nationalen und internationalen Ultralaufwettbewerben teil. Sie startet bei Veranstaltungen über 6 Stunden, 100 Kilometer und 24 Stunden – sowohl im Freien als auch auf dem Laufband.
Im Mai 2021 lief sie bei einem offiziell dokumentierten Versuch in Berlin einen neuen Weltrekord über 100 Kilometer auf dem Laufband. Sie absolvierte die Distanz in 8:14:19 Stunden.
Bei der 24-Stunden-Europameisterschaft im September 2022 in Verona lief Anne 250,572 Kilometer und belegte damit den vierten Platz in der Einzelwertung. Mit der deutschen Frauenmannschaft gewann sie die Bronzemedaille in der Teamwertung.
Am 28. Juni 2025 wurde Anne Deutsche Meisterin im 6-Stunden-Lauf. Beim „Burginsellauf“ in Delmenhorst legte sie 73,222 Kilometer zurück und gewann die Gesamtwertung der Frauen.

## Erfolge (Auswahl)
- 2025: Deutsche Meisterin im 6-Stunden-Lauf (73,222 km)[5]

### •  Deutsche Meistertitel (24-Stunden-Lauf)
- 2022: Deutsche Meisterin im 24-Stunden-Lauf (Bottrop), 230,551 km.[6]
- 2023: Deutsche Meisterin im 24-Stunden-Lauf (Braunschweig), 240,308 km.[7]

Mannschaftsrekord: Bei derselben DM 2023 holte ihr Verein „Die Laufpartner“ mit 616,25 km einen neuen deutschen Rekord in der Frauen-Teamwertung (Stephan / Broeren / Beer).

### Weitere Bestmarken
- 100 km Laufband-Weltrekord: 8 h 14 min 19 s, Berlin, 8. Mai 2021.[9]

- 2022: 4. Platz bei der 24-Stunden-Europameisterschaft in Verona (250,572 km); Bronzemedaille mit dem deutschen Team[3][4]
- 2021: Weltrekord im 100-km-Laufbandlauf (8:14:19 h)[1][2]